# 5271 Kaylamaya
5271 Kaylamaya è un asteroide della fascia principale. Scoperto nel 1979, presenta un'orbita caratterizzata da un semiasse maggiore pari a 2,6708849 UA e da un'eccentricità di 0,1165304, inclinata di 14,01951° rispetto all'eclittica.